# Harvey's
Harvey's je kanadský řetězec fastfoodových restaurací provozovaný společností Cara Operations, jehož pobočky se nachází především v jižním Ontariu, jižním Québecu, ale rovněž též v Pobřežních provinciích, Manitobě, Britské Kolumbii a Albertě. Mezi nabízené pokrmy patří hamburgery, hot dogy, hranolky, cibulové kroužky a další tradiční fastfoodová jídla. Jde o druhý největší kanadský řetězec restaurací a čtvrtý největší kanadský fastfoodový řetězec. Byl společně s australským Chicken Treat prvním fast foodovým řetězcem v České republice, v roce 1991 otevřel pobočku v Praze na Václavském náměstí.